# 博馬爾 (阿拉巴馬州)
博馬爾（英語：Bomar）是一個位於美國阿拉巴馬州切羅基縣的非建制地區。該地的面積和人口皆未知。

## 地理
博馬爾的座標為34°06′31″N 85°34′49″W / 34.108611°N 85.58027°W，而該地最高點為海拔高度173米（即568英尺）。